# Franc-maçonnerie en Belgique
 (novembre 2023).
 (novembre 2023).
- Si vous ne connaissez pas le sujet, laissez ce bandeau (vous pouvez alors contacter les auteurs).
- Si vous supprimez le contenu mis en cause (vous pouvez préalablement contacter les auteurs),

argumentez précisément cette suppression dans la page de discussion
(un manque de référence n'est pas un argument ; une recherche réelle de référence doit avoir été effectuée, être formellement documentée).
La franc-maçonnerie s'implante sur le territoire de l'actuelle Belgique peut-être dès 1721[évasif]. Son évolution suit celle de ce pays. Tout de suite, elle a montré une grande diversité par ses racines multiples, mais elle a également subi des reflux importants, en 1786, en 1814, en 1854, en 1940-1944. Elle a toujours été traversée de multiples courants, entre les « anciens » et les « modernes », entre tradition et modernisme, entre militantisme et retenue, entre spiritualisme, croyance religieuse ou simplement déisme, agnosticisme, athéisme, ésotérisme, pragmatisme, matérialisme.

## Histoire

### XVIIIesiècle
Au XVIIIe siècle, le territoire de la Belgique actuelle est constituée de quatre États : les Pays-Bas autrichiens, la principauté épiscopale de Liège, la principauté de Stavelot-Malmedy et le duché de Bouillon, ces quatre États faisant partie du Saint-Empire et ayant comme souverain l'empereur des Romains.

#### Les Pays-Bas autrichiens

Carte des Pays-Bas autrichiens.

La franc-maçonnerie dans les Pays-Bas autrichiens, nom donné au XVIIIe siècle aux Pays-Bas bourguignons, dits ensuite Pays-Bas espagnols, territoires du Saint Empire, sauf le comté de Flandre qui faisait partie du royaume de France jusqu'en 1529, est très diversifiée dans ses origines et dans ses expressions. Cette fragmentation trouve notamment sa source dans la complexité de ses institutions, des influences des puissances qui l'entourent ou qui la gouvernent, de ses particularismes locaux très enracinés.
D'autre part, les tensions maçonniques en Grande-Bretagne entre « moderns » et « ancients » qui deviennent aiguës dès le milieu des années 1760 avec des refus de visites entre loges de bords différents[réf. incomplète], ainsi que les tensions entre la franc-maçonnerie française et la franc-maçonnerie anglo-saxonne, représentant à cette époque les deux sources principales de la franc-maçonnerie continentale, malgré un accord entre ces deux pôles en 1765 (faisant suite à la guerre de Sept Ans, 1756-1763) peu respectés et rapidement dénoncés[réf. incomplète], vont expliquer également le comportement des loges des Pays-Bas autrichiens et de la Principauté de Liège (en sens inverse) durant la 2e moitié du XVIIIe siècle.

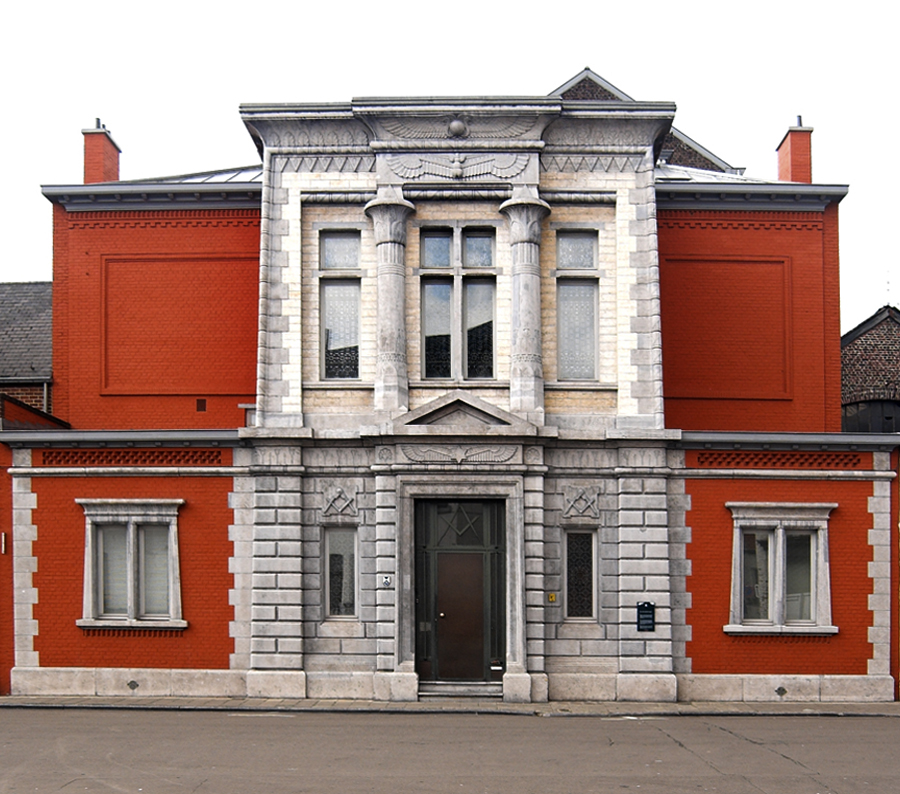
La Parfaite Union à Mons
construite sur les plans de l'architecte Hector Puchot en 1890

La première loge belge aurait été fondée en 1721, à Mons, sous le nom de « La Parfaite Union ». Elle a depuis changé plusieurs fois de nom et d'obédience, mais elle existe toujours aujourd'hui avec le matricule no 1 au Grand Orient de Belgique.
D'autres loges, éphémères, semblent avoir été créées à Gand et à Tournai en 1730. Les premières preuves historiques d'une activité maçonnique dans les terres qui correspondent à l'actuelle Belgique, reconnue un siècle plus tard, datent de 1743 à Bruxelles[réf. incomplète]. La première loge à recevoir une lettre de constitution officielle, que l'on peut retrouver dans les procès-verbaux des tenues des secrétariats de « grandes loges », est, semble-t-il, la loge militaire « La Candeur » à Gand, le 10 août 1763, par la Grande Loge des Provinces-Unies. Par la suite, elle ne sera cependant pas reconnue par la Grande loge provinciale des Pays-Bas autrichiens[réf. incomplète].
C'est  « La Discrète Impériale » d'Alost, (Patente anglaise reçue en juin 1765), qui a le matricule un au tableau de l'ordre de la Grande loge provinciale des Pays-Bas autrichiens, la mère-loge de Londres la reconnaissant, à plusieurs reprises, comme la plus ancienne. Elle disparaît avec la Grande Loge provinciale des Pays-Bas autrichiens[réf. incomplète].

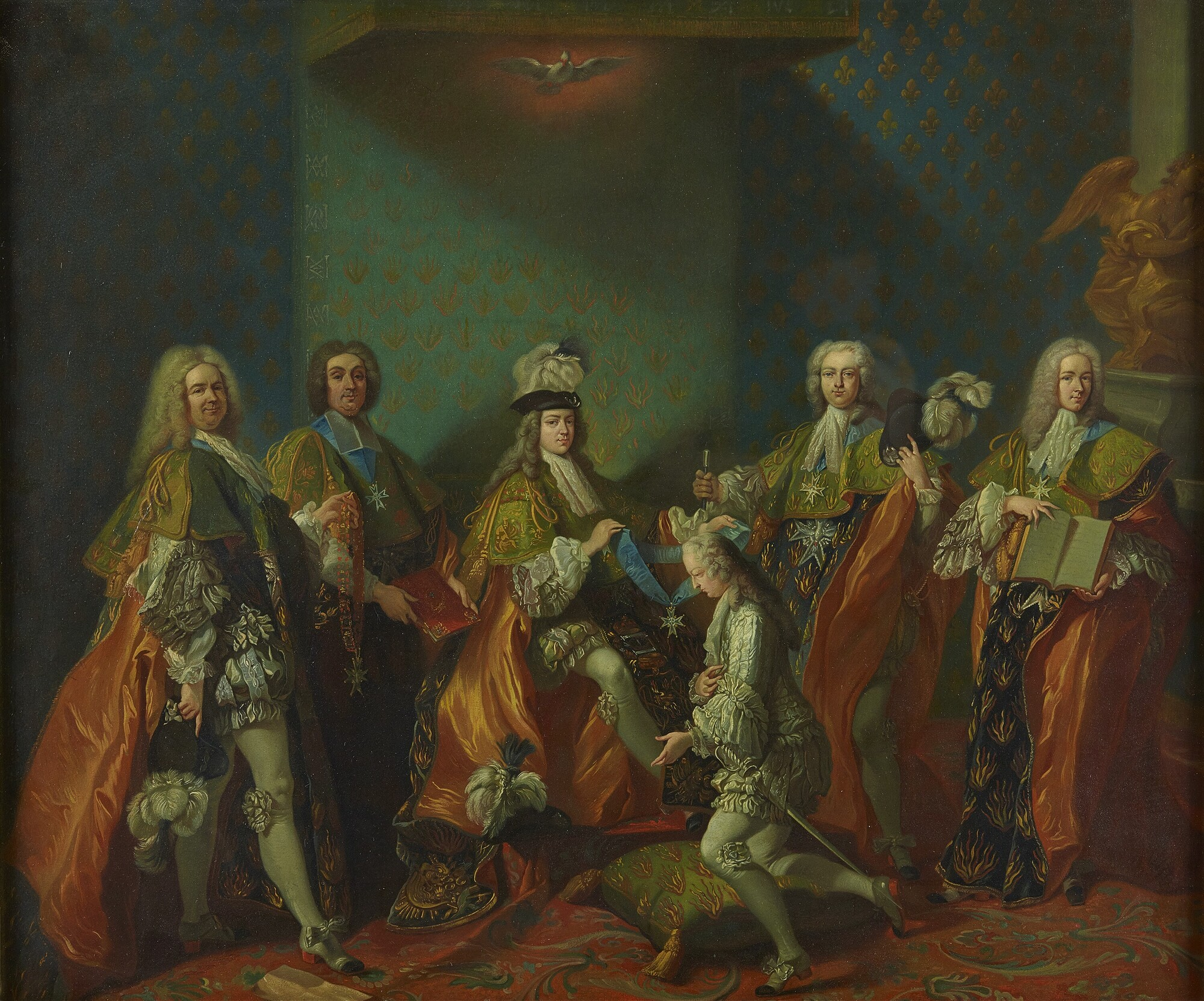
Louis XV remettant le cordon de l'ordre du Saint-Esprit au comte de Clermont dans la chapelle de Versailles, 3 juin 1724. Jean-Baptiste van Loo (1684–1745), Versailles.

À la faveur de la guerre de Succession d'Autriche, à partir de 1746, de nombreuses loges se forment sous l'influence des armées françaises qui occupent le pays, c'est-à-dire celle de la Grande loge de France, dont un prince de sang, Louis de Bourbon Condé, Comte de Clermont (1709-1771) en est le grand maître. Certaines loges reçoivent des patentes de la Grande Loge de France, de la Grande Loge de Londres, de la Grande Loge de Hollande ou de la Grande Loge d'Écosse (Par exemple la loge « La Parfaite Union » de Namur, une loge des « anciens » ou plus exactement des « ancients » (patente écossaise reçue en février 1770), qui devient en 1777, la « Bonne Amitié » de Namur). En effet, c'est probablement le traité de la Barrière de 1715, lorsque des troupes bataves, dans lesquels se mêlent d'autres nationalités (anglaises, écossaises), qui occupe durant une longue période différentes places fortes dans les Pays-Bas autrichiens (notamment Namur, Tournai, Furnes, Ypres, Warneton), qui permettent la création et/ou la confirmation de loges d'une manière plus pérenne[réf. nécessaire].
Un autre événement, maçonnique cette fois, va accélérer les demandes de patentes à des puissances maçonniques non françaises. Les disputes internes au sein de la Grande Loge de France vont conduire à la suspension de ses travaux en 1767, conséquence de l'irruption lors du convent de cette Grande Loge à Paris, des exclus des années précédentes. Le Grand Orient de France ne prendra la relève qu'en 1773. Dès lors des loges des Pays-Bas autrichiens vont se sentir isolées. C'est certainement le cas pour la « Vraie et Parfaite Harmonie » de Mons, qui avait déjà reçu une patente de « Grande Loge provinciale » de la « Grande Loge de France », au nom du marquis de Gages, en 1765. Elle fut d'ailleurs fort active dans la création de loges en France, mais apparemment très peu dans les Pays-Bas autrichiens ( « La Parfaite Égalité » de Bruges en 1766 et  « Les Frères réunis » de Tournai en 1769). En effet, l'absence grandissante de pouvoir régulateur central font que de nouvelles loges françaises de province cherchent leur patente de régularité au niveau de grandes loges provinciales créées par la Grande Loge de France. C'est ainsi que la Grande Loge provinciale de Mons délivra des patentes de constitution à Dôle, Poligny, Luneville et Auxonne. Cela montre un état de confusion extrême. C'est pourquoi, le marquis de Gages, probablement homme d'ordre et de régularité, demandera et recevra une patente anglaise (Londres) de « grand maître provincial de la Grande Loge provinciale des Pays-Bas autrichiens » (titre personnel), reçue en janvier 1770, sa loge perdant son qualificatif de grande loge.

Contre-sceau et sceau de la Grande Loge provinciale des Pays-Bas autrichiens.

## Constitution de la Grande loge provinciale des Pays-Bas autrichiens
En 1770, se constitue donc la Grande Loge provinciale des Pays-Bas autrichiens, qui comptera jusqu'à 26 loges. Le grand maître de cette grande loge provinciale, dépendante de la Grande loge de Londres (« les Modernes »), est donc le marquis de Gages, et sa loge « La Vraie et Parfaite Harmonie » à Mons, la plus brillante du XVIIIe siècle aux Pays-Bas autrichiens, en sera le centre[réf. nécessaire]. Petit à petit, les loges s'affilieront à cette dernière. C'est par exemple le cas pour la « Discrète Impériale » d'Alost, les « Amis réunis » de Tournai, la « Constante Fidélité » de Malines, l'« Heureuse Rencontre » de Bruxelles, la « Concorde universelle » d'Anvers, la « Bienfaisante » de Gand, la « Parfaite Union » de Mons, la « Parfaite Union / Bonne Amitié » de Namur, les « Vrais Amis de l'union » de Bruxelles.
En 1773, est fondée la loge maçonnique de l'Université de Louvain, sous l'impulsion du marquis de Gages.
En janvier 1786, un édit impérial de Joseph II réduit à trois le nombre des loges à Bruxelles et les interdit dans les autres villes des Pays-Bas autrichiens. Joseph II n'est pas hostile à la franc-maçonnerie, mais il veut une franc-maçonnerie structurée et contrôlable, directement rattachée à l'État du Saint-Empire, et non plus « dépendante » d'une puissance étrangère. C'est à sa volonté que s'était créé en 1784 la « Grande Loge d'Autriche et de ses dépendances » comportant sept grandes loges provinciales dont celles des Pays-Bas. Le mouvement était lancé. Le marquis de Gages essaie de temporiser. Cependant le 26 juin de la même année, le mal est fait et le marquis de Gages donne sa démission. Des trois loges bruxelloises officielles, une seule continue réellement à vivre : « les Vrais Amis de l'union »[réf. nécessaire].
Au XVIIIe siècle, la majorité des loges appartenaient à une personne qui en était le président. En général, ces loges disparaissaient le plus souvent avec la disparition de leur propriétaire. C'était par exemple le cas de la « Parfaite Union » (Famille Fonson), de la « Vraie et Parfaite Harmonie » (marquis de Gage), de l'« Union des cœurs » (le chevalier de Sicard, voir plus loin), etc. D'autres ne présentaient pas cet aspect, comme la « Parfaite Union / Bonne Amitié » de Namur dont les présidents se succédaient assez régulièrement. C'est pourquoi l'édit de Joseph II a condamné encore plus sûrement la majorité des loges de cette époque à la mise en sommeil.
Cependant, un certain nombre de loges continuent leurs travaux dans la clandestinité. Elles ont été aidées en cela par la révolution brabançonne dont on perçoit les prémices dès 1787 et qui éclate réellement en 1789 à la suite de la Révolution française. De façon assez certaine, il s'agit d'une loge à Bruxelles, d'une à Tournai, de deux loges à Mons, d'une loge à Namur, d'une loge à Anvers et d'une loge à Luxembourg. Les loges de la principauté de Liège, non soumises à l'édit impérial, continuent un parcours plus classique[réf. nécessaire].

### La principauté de Liège
Dans la principauté de Liège, la première loge semble avoir été « La Nymphe » de Chaudfontaine en 1749.
En 1760, le prince-évêque interdit la franc-maçonnerie. Par contre son successeur François-Charles de Velbrück (1772-1784) appartient à l'ordre, et le protège. Il est membre de la loge « La Parfaite Intelligence ».
Il était le candidat de la France. Rapidement, contrairement à ce qui se passe dans les Pays-Bas autrichiens, l'ensemble des loges (sauf une) se retrouvent sous le giron du Grand Orient de France.
Pendant le XVIIIe siècle, de nombreux prêtres catholiques auront appartenu à la franc-maçonnerie.
En 1774 serait créée à Liège la loge « Union des cœurs » fondés par le chevalier Pierre de Sicard, qui avait déjà fondé quelques loges ailleurs dont il tirait profit (selon U. Capitaine). Dans le règlement de la loge, le coût pour un maillet, pour un tablier, pour un tapis de loge, etc. était précisément stipulé. L'existence de la loge prendra rapidement fin. Ulysse Capitaine rapporte un transfert massif de « frères » se fera vers la loge « la Parfaite Intelligence », patente reçue en 1775 du Grand Orient de France. Rapidement une scission aura lieu dans cette loge, avec la création de « La Parfaite Égalité ». Celle-ci sera également reconnue par le Grand Orient de France en 1776. Une autre loge, « l'Indivisible », à Spa sera créée par la Grande Loge de Hollande en 1778, elle rejoindra, en 1787, le Grand Orient de France (d'après Ulysse Capitaine).

### Le Grand Orient de Bouillon

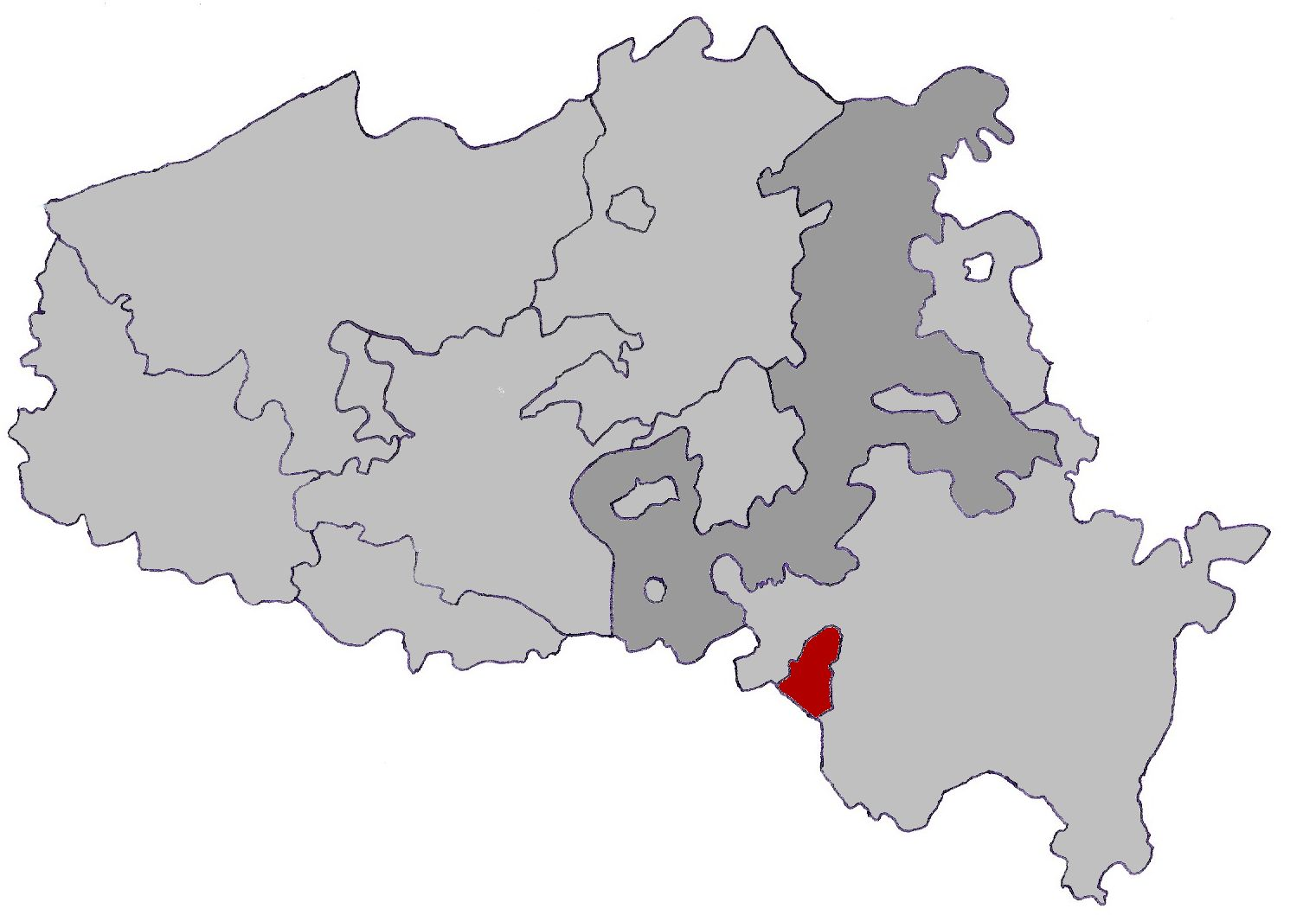
1787 : en rouge foncé le duché de Bouillon, en gris foncé la principauté de Liège, en gris clair les Pays-Bas autrichiens.

Le duché de Bouillon, arraché par les troupes françaises de Louis XIV à la principauté de Liège, est un duché souverain érigé en faveur du duc de Bouillon. Ce sont les ducs Charles-Godefroy, puis Godefroy-Charles de La Tour d'Auvergne, vicomte de Turenne qui en sont les souverains durant le XVIIIe siècle. La famille de La Tour d'Auvergne de cette époque est fortement liée à la famille Stuart, dépossédée du trône d'Angleterre, le Duc étant le beau-frère du roi Jacques III Stuart. Ils étaient francs-maçons, dévoués à la cause. Ce grand orient représente donc la tendance « jacobite » de la franc-maçonnerie de cette époque (du nom du roi Jacques II d'Angleterre), maçonnerie traditionnelle trouvant ses racines en Écosse, catholique, à l'origine et/ou à l'essor des hauts grades. Ce grand orient est représenté par une loge, la « Saint-Charles de la Parfaite Harmonie », située à Bouillon. Sa présence est historiquement confirmée dès 1763. On possède peu de documents sur cette loge pratiquant les hauts grades. Elle sera à l'origine d'autres loges, comme « Amitié et Fraternité » en 1786 à Dunkerque. Son influence est probablement plus importante que ce que les documents actuels révèlent.

### La période révolutionnaire
Révolution française de 1789. L'annexion française suivra quelques années plus tard, en 1794. Dès 1798, grâce aux loges militaires françaises, la création de la loge bruxelloise « Les Amis philanthropes »  va donner un second souffle à la franc-maçonnerie « belge ». Elle sera à la base des « œuvres maçonniques » les plus importantes du XIXe siècle en Belgique.
La Révolution française va décimer la maçonnerie en France : d'environ 700 loges et 30 000 maçons, au sortir du XVIIIe siècle royal, il ne restait plus qu'une bonne trentaine de loges et quelques petits milliers de maçons épars. La réduction drastique de la maçonnerie était déjà réalisée dans les Pays-Bas autrichiens.
En 1795, au temps de l'annexion française, « La Parfaite Union » et « La Vraie et Parfaite Harmonie », de Mons, étaient parmi les ateliers qui avaient survécu aux Pays-Bas autrichiens et à la principauté de Liège, sous le nouveau nom de « La Concorde » (un membre de la famille Fonson était toujours présent). La réunion à la France (1795-1814) et la présence des loges militaires françaises ont causé une nouvelle expansion des loges dans les neuf départements réunis (voir liste ci-dessous).

### XIXesiècle

#### La période française
La période française, surtout impériale, se caractérise par une expansion importante de la maçonnerie dans ce qui deviendra la Belgique. Ces loges étaient peut-être révolutionnaires, anticléricales et francophiles. Elles étaient, du moins extérieurement, soumises au pouvoir impérial français. L'empereur, parce qu'il la contrôlait, a favorisé la franc-maçonnerie. Elle était à ce moment largement déiste, sinon catholique, même si l'anti-cléricalisme n'en était pas absent. C'est une période ne montrant que peu de tension avec l'Église. Le prince Charles-Alexandre de Gavre, dont le rôle sera important à l'époque du royaume uni des Pays-Bas ou royaume des Belgiques sera le seul représentant de nos régions au sein des « grands dignitaires » du Grand Orient de France, comme « grand expert du Grand Chapitre » (l'administration centrale du Grand Orient de France de cette époque comprend 7 grands premiers dignitaires et 63 grands dignitaires d'honneur, ainsi que 99 officiers ordinaires).
Cette période prend fin avec la bataille de Waterloo, le 18 juin 1815.

#### Le royaume uni des Pays-Bas

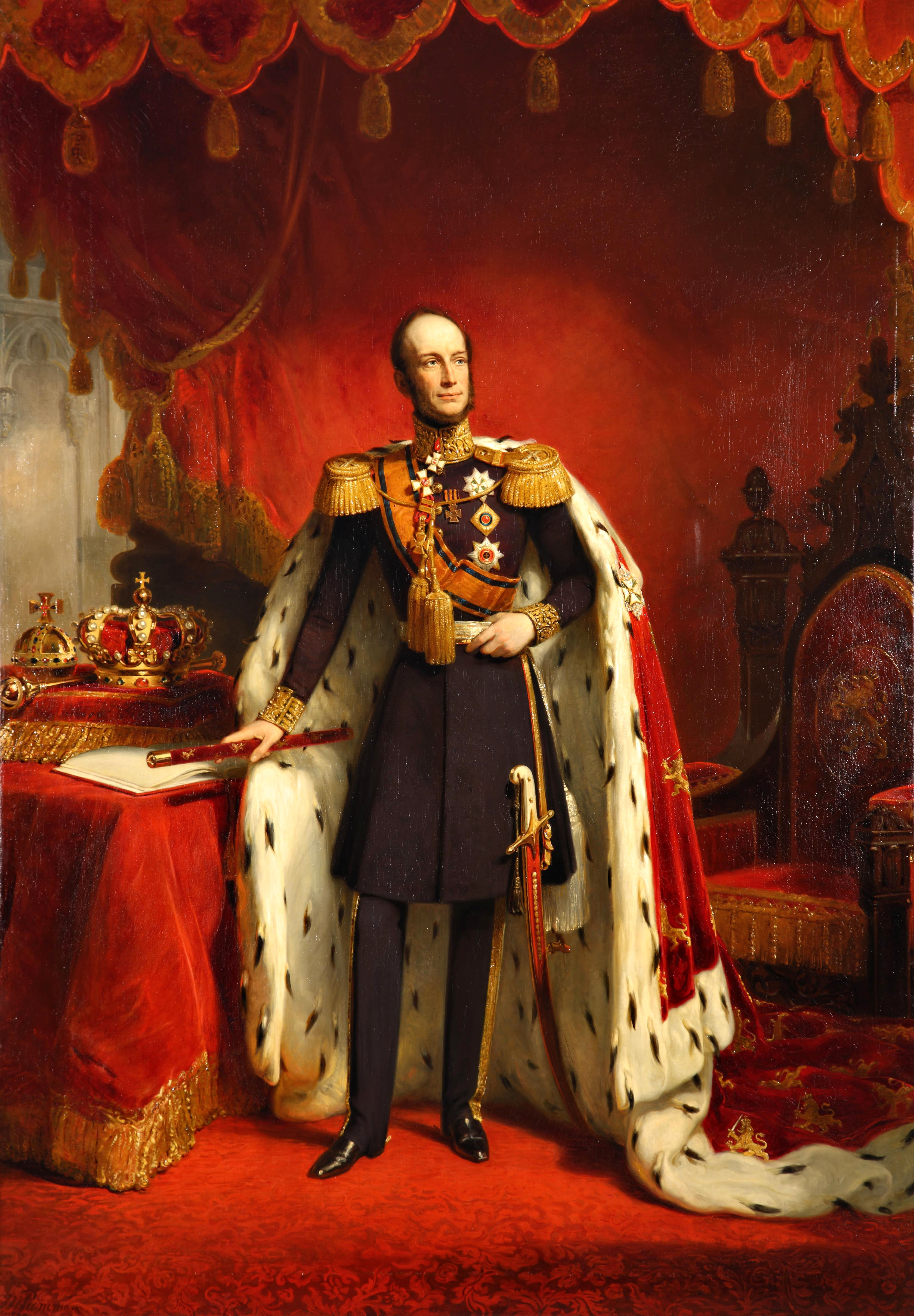
Guillaume II des Pays-Bas, initié à la loge bruxelloise « L'Espérance » le 14 mars 1817.

Après les guerres qui suivent la Révolution française et l'Empire napoléonien, le traité de Paris et le Congrès de Vienne réunissent les territoires des anciens Pays-Bas belgiques et de l'ex-principauté de Liège à ceux de l'ancienne république des Provinces-Unies pour former le royaume uni des Pays-Bas. Il y a 27 loges en 1815, neuf auront disparu avec la fin de l'époque française, certaines seront relevées plus tard. Le 15 mars 1817, 14 loges vont installer un « Grand Orient des provinces méridionales des Pays-Bas » indépendant. Rapidement, celle-ci va rejoindre la Grande Loge des Pays-Bas. L'initiation du prince héritier, Guillaume d'Orange-Nassau, à la loge bruxelloise « L'Espérance », le 14 mars 1817, n'est pas étrangère à ce rapprochement voulu par le roi Guillaume. C'est ainsi que se constitue une nouvelle Grand Loge des Pays-Bas, avec 2 grandes loges d'administration, l'une pour le Nord (Hollande : la « septentrionale »), l'autre pour le Sud (Belgique : la « méridionale ») ; ce sera la loge la « Bonne Amitié » de Namur qui aura le matricule 1 au tableau de l'administration méridionale de la Grande Loge du royaume uni des Pays-Bas. Le prince Frédéric d'Orange-Nassau en devient sérénissime grand maître, il aura comme représentant officiel pour la partie méridionale, le prince Charles-Alexandre de Gavre, membre depuis le milieu des années 1770 de la loge « La Bonne Amitié » de Namur. Le 11 avril 1818, la Grande Loge d'administration des provinces méridionales est installée officiellement, elle comporte 28 loges. Il n'y aura pour ainsi dire pas de relations entre les deux grandes loges d'administration.
Un épisode va crisper les relations entre le sérénissime grand maître et des loges, surtout méridionales : ce dernier voulut supprimer, en 1821, les hauts grades pour les remplacer par un système de deux grades complémentaires aux trois premiers (grade des « élu » et « maître élu »).

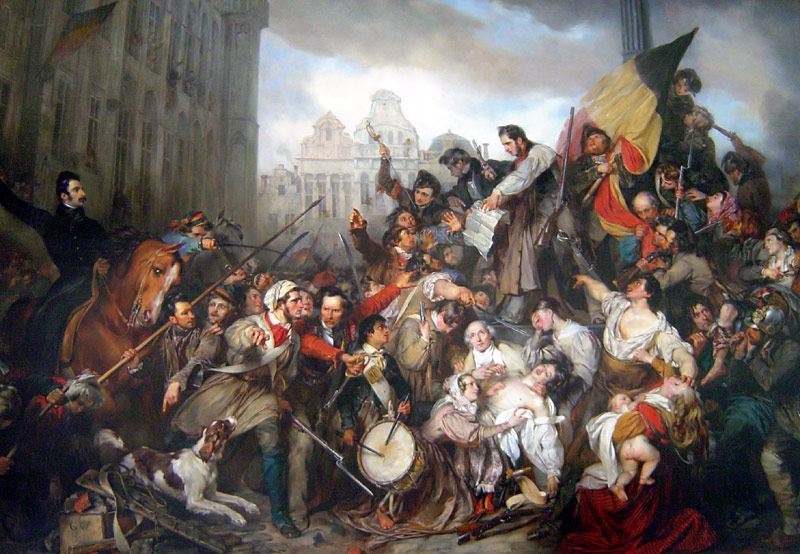
Épisode des Journées de Septembre 1830 sur la place de l'Hôtel de ville de Bruxelles, Gustave Wappers (1834), musées royaux des beaux-arts de Belgique.

Le Rite écossais ancien et accepté avait été formalisé en 33 grades en 1801 à Charlestown, pour revenir en France en 1804. Le succès sera foudroyant, tant en Europe qu'aux Amériques. En 1817, un suprême conseil de ce rite sera créé en Belgique, à l'initiative notamment de la loge « Les Amis philanthropes ». L'année suivante, en 1818, un autre rite sera officiellement présenté par circulaires, le Rite Écossais Primitif, dit de Namur, qui ne concernera finalement que quatre loges en Belgique. Le prince de Gavre en est le grand maître. On en trouve les premières traces dès les années 1780. La dernière tenue à ce rite aura lieu en 1866.
Ce ne sont pas les seuls « hauts grades » pratiqués à cette époque : des loges ont pratiqué le rite écossais philosophique, d'autres, le rite rectifié, le rite de Misraïm, le système d'Hérédom de Kilwinning, ou même le système à deux hauts grades mis en place par le prince Frédéric d'Orange-Nassau, entre autres la loge « Le Septentrion » de Gand. La diversité des pratiques du XVIIIe siècle se retrouve en partie dans cette première moitié du XIXe siècle.
La période du royaume uni des Pays-Bas prend fin avec la révolution belge de 1830 et la sécession des provinces méridionales qui formeront le royaume de Belgique.

#### Le Grand Orient de Belgique

##### Les débuts
Avec la naissance du royaume de Belgique, se constitue, en 1833, le Grand Orient de Belgique, soutenu par le roi Léopold Ier, qui aurait été initié lui-même à la loge « L'Espérance » de Berne en 1813.

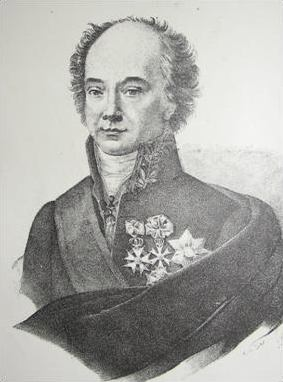
Goswin de Stassart, premier grand maître du Grand Orient de Belgique.

On lui propose d'en devenir sérénissime grand maître mais il décline l'offre et y place un de ses proches collaborateurs, le baron Goswin de Stassart, initié à Paris vers 1803, affilié à la loge « La Bonne Amitié » de Namur le 1er mai 1820, puis à la loge « Les Amis philanthropes » le 24 juin 1835. Stassart prendra comme représentant particulier Théodore Verhaegen. « La Bonne Amitié » prendra le matricule 1 au tableau du Grand Orient de Belgique jusqu'à la fin du XIXe siècle, où elle cèdera son numéro à « La Parfaite Union » de Mons (1898).
Sur 27 loges que comptait la Grande Loge d'administration méridionale à ce moment, seules 10 rejoindront le Grand Orient de Belgique, 10 se mettront en sommeil, 5 resteront fidèles aux Pays-Bas et 2 créeront une autre obédience. En effet, des loges, comme « Le Septentrion » à Gand, resteront fidèles au Grand-Orient des Pays-Bas, cette dernière jusqu'en 1883 et ne rejoindront dès lors que très tardivement le Grand Orient de Belgique.
Les loges de Liège et de Verviers, rejointes ensuite par celle de Huy, créèrent la Fédération maçonnique belge avant de rejoindre le Grand Orient de Belgique en 1854. En effet, à la création du Grand Orient de Belgique s'est posé très rapidement le problème de l'article 135 des statuts qui interdisait les discussions politiques et religieuses en loges. Ces loges voulaient déjà sa suppression, et ne l'ayant pas obtenue, firent « bande à part » jusqu'à l'abrogation de cet article en 1854. Entre-temps, les relations étaient parfois difficiles entre les deux obédiences. À preuve, cet appel à une réforme de la maçonnerie belge lancée par « La Parfaite Union » de Mons le 18 novembre 1838 et portant principalement sur l'enseignement. Le Grand Orient de Belgique accueillera cette proposition avec prudence et la Fédération maçonnique belge, en décembre 1839, la rejettera vigoureusement, surtout parce qu'elle estimait que cette proposition mettait en danger la survie de l'université d'État de Liège.
Les loges, à cette époque, sont envahies par les militaires, à tel point que F. Clément écrira : « On se demande s'il était encore dans l'armée des officiers n'ayant pas encore reçu l'initiation ! ».
À cause de la lettre épiscopale du cardinal Englebert Sterckx et de l'épiscopat en 1837, qui interdisait l'appartenance à la franc-maçonnerie aux catholiques, à la suite de l'encyclique Mirari Vos de 1832, la franc-maçonnerie belge change alors, devient moins catholique, quoique toujours déiste. En effet, dans un premier temps, l'épiscopat belge estimait, semble-t-il, que la lutte contre l'« orangisme » (c'est-à-dire le protestantisme) était prioritaire et donc une franc-maçonnerie détachée de celui-ci était favorable à sa propre cause, d'où une certaine neutralité, favorisée par l'élection de Stassart à la grande maîtrise. 
La lutte entre les mouvements cléricaux et anticléricaux va alors crescendo. Elle portera notamment sur l'instruction publique au point que la loge « Les Amis philanthropes » fonde en 1834 l'université libre et laïque de Bruxelles, à l'initiative de Théodore Verhaegen, lors de son discours du 24 juin 1834 à la loge des « Amis philanthropes ». Suivra une mise en œuvre gigantesque du projet. Nombreux sont les francs-maçons catholiques qui choisissent la franc-maçonnerie au lieu de l'église catholique.
Petit à petit la maçonnerie va recruter ses membres dans les milieux anticléricaux, mais le coup a été rude, d'autant que cela s'est fait dans la foulée de changement de grande loge. Par exemple, la vieille loge, « La Bonne Amitié » à Namur devra être soutenue à bout de bras par ses anciens, membres du Rite Écossais Primitif, pour qu'elle ne disparaisse pas, tant les désaffiliations et les dissensions créées par l'encyclique étaient importantes. D'autres loges du pays n'ont pas eu cette chance.
Le baron de Stassart donnera sa démission de la grande maîtrise du Grand Orient (qui était à l'époque une charge à vie), le 16 juin 1841, à la suite de différents incidents, d'une part sa destitution de son gouvernorat de la province du Brabant, pour ne pas avoir favorisé l'élection du « grand maréchal du palais » de l'époque (il s'agit d'une décision de type clérical du gouvernement « Unioniste »), mais aussi d'autre part, face à la montée en puissance des mouvements socio-politiques en loge. 6 000 personnes se réunirent au parc de Bruxelles pour lui témoigner leur sympathie, chiffre considérable pour l'époque.

##### La phase politique

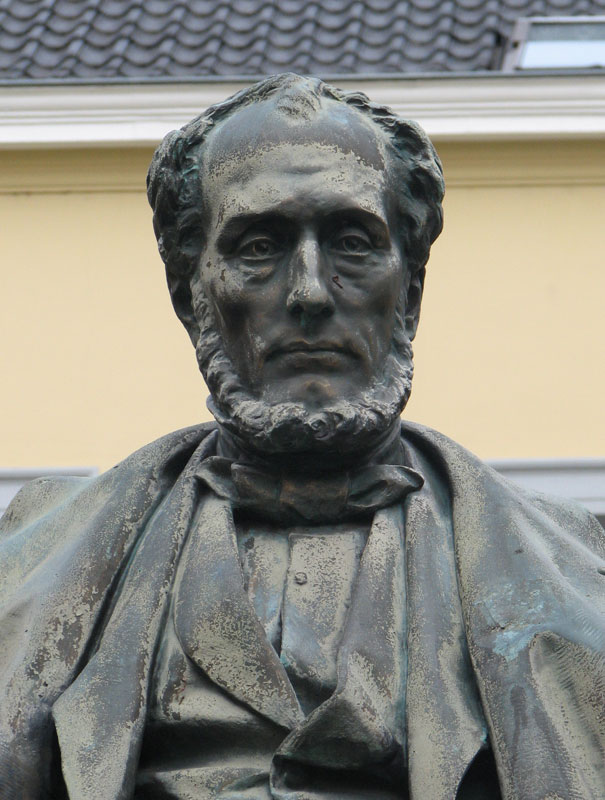
Statue d'Eugène Defacqz.

Eugène Defacqz de la loge « Amis du progrès » va lui succéder. Il va temporiser et essayer de ramener de la sérénité dans les travaux des loges. Il voulait également que la grande maîtrise soit une fonction éligible tous les trois ans. Cela ne se fera que beaucoup plus tard. En 1850, Théodore Verhaegen dépose sur la table du Grand Orient une proposition d'abrogation de l'article 135 des statuts du Grand Orient, qui interdisait les discussions de religion et de politique lors des réunions. La proposition de Verhaegen est mise à l'étude. En novembre 1852, Defacqz donne sa démission de la grande maîtrise. Il ne reviendra pas en arrière, mais le Grand Orient la refuse. Théodore Verhaegen fera office de grand maître jusqu'en 1862, date de sa mort. En 1854, il obtiendra l'abrogation de l'article 135. Cette abrogation va provoquer un état d'anarchie important dans la maçonnerie belge, de nombreux maçons la quitteront, des loges se mettront en sommeil, d'autres se mettront sous l'autorité exclusive du Suprême Conseil de Belgique qui rompt ses relations avec le Grand Orient. C'est le cas pour les deux loges bruxelloises, « Les Vrais Amis de l'Union » et « Les Amis du Progrès », qui vont fusionner à cette occasion, formant ainsi la loge la plus nombreuse de Belgique. La phase politique du Grand Orient débute. Elle portera surtout sur les problèmes de l'enseignement. La politisation de certaines loges devenait tellement importante que Verhaegen et le Grand Orient vont devoir faire partiellement marche arrière.
La loge de Verviers, « Les Philadelphes », semble-t-il, très politisée, se verra d'ailleurs signifier sa dissolution (1858). Cet épisode renvoie aux mouvements et clubs politiques de l'époque, dont le carbonarisme est l'élément de référence. Ce dernier est une association politique libertaire, secrète, dont la structure fait penser à la franc-maçonnerie, à la source du Risorgimento italien avec Garibaldi. Si ce mouvement d'essence politique fut également très actif en France, il l'était aussi chez nous. La maçonnerie était pour ses membres une couverture, ce qui explique leur commune proximité. Il explique peut-être en partie la création de la Fédération maçonnique belge, dont il a été question plus haut. Le nom de la loge, « Les Philadelphes », renvoie d'ailleurs aux réseaux carbonari, créés durant la période napoléonienne, qui eux-mêmes renvoient aux Illuminés de Bavière du XVIIIe. Le personnage le plus connu des carbonari belges est sans conteste le spadois Felix Delhasse. Les mouvements libertaires et/ou anarchistes ont toujours été très présents dans la maçonnerie belge du XIXe siècle. À la fin de ce siècle, à la suite de controverses au sein de l'université libre de Bruxelles, une dissidence de cette Université, l'« Université nouvelle », verra le jour, avec Elisée Reclus comme symbole, mais comprenant également des personnalités fortes comme le prix Nobel de la paix, Henri La Fontaine, (voir plus loin). Cette université retournera à ses origines à la suite de la Première Guerre mondiale.
Il faudra attendre 1880, pour que le calme revienne, que le Suprême Conseil se rapproche et réalise une nouvelle convention avec le Grand Orient de Belgique (pour le cinquantenaire de la Belgique), consacrant une stricte séparation des rôles : les loges symboliques (3 premiers grades) au Grand Orient, les grades de perfection (du 4e au 33e) au Suprême Conseil. Cette situation prévaut toujours actuellement pour le Grand Orient. Le rapprochement de la loge « Le Septentrion » de Gand avec le Grand Orient, qui s'était opéré durant les années « politiques », se matérialisera par son affiliation en 1883. Il ne subsistait à ce moment en Belgique plus que 16 loges occupées par environ 2800 maçons. Les résolutions se succèdent, comme celle concernant l'enseignement primaire obligatoire et gratuit adopté à l'unanimité au convent du Grand Orient le 7 mai 1876 (et qui ne deviendra effectif en Belgique qu'en 1914). En 1891, la phase politique du Grand Orient se terminait par un dernier acte politique (convent du 30 mars 1891), la demande officielle du suffrage universel pur et simple : 
Le Parlement belge, après d'âpres discussions et compromis, vota le système du vote plural, le 18 avril 1893.

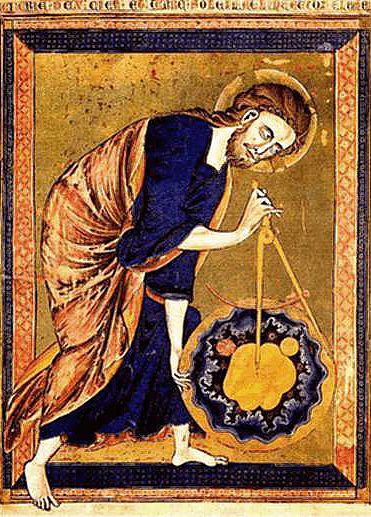
Représentation du Grand Architecte de l'Univers.

Joseph Van Schoor, sénateur et administrateur de la jeune université libre de Bruxelles, membre des « Vrais Amis de l'union » puis des « Amis philanthropes » va succéder à Théodore Verhaegen. Il y mettra des conditions et notamment l'interdiction aux loges, s'il y avait discussion, de voter sur la chose politique ou religieuse. Ce point sera, plus tard, clairement précisé par Charles Magnette. Avec l'accord d'Eugène Defacqz, il deviendra officiellement son successeur. Enfin, il ouvrira le chantier de la révision des statuts du Grand Orient de Belgique. Il évitera ainsi la scission définitive du Grand Orient de Belgique avec le Suprême Conseil de Belgique. Notons que le Grand Orient de France avait connu une évolution similaire, la scission avec le Suprême Conseil de France, ira, au contraire, en s'approfondissant, avec finalement la création de la Grande Loge de France en 1894. Van Schoor mettra une dernière condition à sa grande maîtrise, c'est d'avoir à ses côtés Pierre Van Humbeek alors président de la loge « des Vrais Amis de l'union et du progrès réunis », qui sera le premier ministre de l'instruction publique en Belgique, en 1874, et qui, d'ailleurs, lui succédera. Cela se fera de bien curieuse façon et montre l'état de désordre de la maçonnerie belge à cette époque. Comme cette loge ne faisait plus partie du Grand Orient de Belgique, il fallut trouver une solution. Van Humbeek s'affiliera à la loge namuroise, « La Bonne Amitié », laquelle le désignera comme député auprès du Grand Orient, ce qui permit à Van Humbeek d'entrer dans la Grande Commission de celui-ci. Les négociations pouvaient commencer et l'ensemble des loges existantes à ce moment vont finalement renouer avec l'obédience.
Notons que si la suppression dans ses statuts de l'« obligation de la croyance en Dieu et en l'immortalité de l'âme » par le Grand Orient de France en 1877 a eu des conséquences schismatiques internes importantes (voir Querelle du Grand Architecte de l'Univers) et dans les relations internationales de la franc-maçonnerie française, une mesure similaire (suppression de l'obligation de l'invocation dans le Grand Architecte de l'Univers) prise quelques années plus tôt (1872) par le Grand Orient de Belgique n'a occasionné pour la franc-maçonnerie belge quasiment aucun remous interne ou externe.

##### L'apaisement

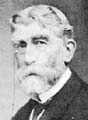
Eugène Goblet d'Alviella, homme politique qui marque en 1833 l'expansion de la maçonnerie belge.

En 1883 débute la grand maîtrise du comte Eugène Goblet d'Alviella, homme politique et ancien président de la loge « Les Amis philanthropes » qui marque une nouvelle expansion de la franc-maçonnerie belge, son repositionnement large dans la franc-maçonnerie internationale (il renouera avec les obédiences notamment allemandes qui avaient rompu à la suite de l'abrogation de l'article 135). Les obédiences de Grande-Bretagne de cette époque n'ont jamais rompu avec l'obédience belge, les relations avec la Grande Loge unie d'Angleterre devenant même officielle en 1875.
Grâce aux mouvements féministes, les femmes vont petit à petit revendiquer une place égale à celle des hommes en franc-maçonnerie. Le chemin sera long. Les loges d'adoption étaient bien connues au XVIIIe siècle. Il y eut par ailleurs des femmes invitées aux réunions maçonniques de cette époque.

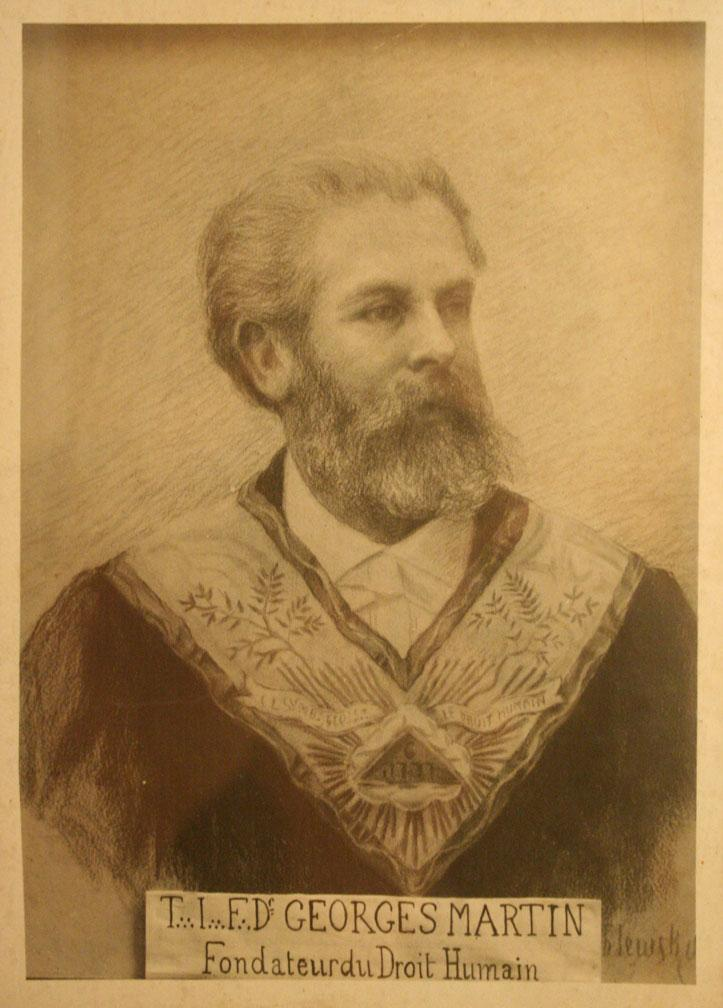
Georges Martin, fondateur avec Maria Deraismes, en 1893, de l'Ordre maçonnique mixte international « Le Droit humain ».

C'est en 1882 que Maria Deraismes fut initiée dans la loge française « Les Libres Penseurs » de Pecq de la « Grande Loge symbolique écossaise » (scission du Suprême Conseil de France). Elle créera, avec Georges Martin, dès l'année suivante, une nouvelle obédience maçonnique, pour la première fois mixte, le Droit Humain.
En Belgique, la franc-maçonnerie, quoique non unanime, a dans son ensemble accompagné cette émancipation au cours du XIXe. Le premier collège d'enseignement pour jeunes filles fut créé à l'initiative des « Vrais Amis de l'union et du progrès réunis », et des « Amis philanthropes » à Bruxelles en 1864, l'institut qui s'appelle aujourd'hui Gatti de Gamond. À Anvers, la loge « Les Amis du commerce et la persévérance réunis » va également se pencher sur l'amélioration de l'éducation des femmes.
Présidé par le prix Nobel de la paix, Henri Lafontaine, membre de la loge « Les Amis philanthropes » et professeur à l'université libre de Bruxelles (l'Université nouvelle), la Ligue belge des droits des femmes invite Maria Deraismes à Bruxelles. Malgré les obstacles, la première loge de la Fédération belge du Droit humain sera créée en 1912.

##### Le mouvement flamand et la franc-maçonnerie belge
On ne peut pas dire qu'à l'époque du royaume uni des Pays-Bas, la franc-maçonnerie (1814-1830) verra une « néerlandisation » des loges situées en Flandre. La Grande Loge d'administration méridionale était restée très francophone et calquée sur ce qui existait au temps de l'Empire français. Il y avait cependant quelques travaux en néerlandais. La loge « Le Septentrion » de Gand, même si le néerlandais n'en était certainement pas exclus a priori, n'a pas joué, apparemment, un rôle majeur dans les mouvements flamands laïcs. En effet, ceux-ci vont réellement émerger lors de la phase politique du Grand Orient de Belgique. Il s'agissait de répondre à l'emprise de l'Église en Flandre sur les masses populaires. Cependant dans la partie flamande du pays, les francs-maçons se concentraient surtout dans les métropoles, Gand et Anvers, et la francisation progressive de la bourgeoise flamande était un fait réel au cours du XIXe siècle, surtout à Bruxelles. Cette double caractéristique va structurer le mouvement laïc dans le nord du pays : il sera flamand et progressiste. Dès les années 1865, c'est à Anvers que le mouvement se structurera le plus autour du Willemsfonds et de la loge « Les Amis du commerce et la persévérance réunis ». En 1876, la loge « Les Élèves de Thémis » à Anvers fut la première à travailler en flamand. En 1890, une scission de cette loge verra la création de la première loge entièrement flamande : « Marnix van Sint-Aldegonde ». Leurs actions, et on le comprend aisément, se concentraient principalement sur l'enseignement. Ils portèrent la « question flamande » sur la table du Grand Orient en 1874. Le Grand Orient adopta officiellement leur position politique en 1875, à savoir la néérlandisation de l'enseignement de base en Flandre. Et en 1883, la nouvelle loi sur l'enseignement, voté par le parti libéral encore au pouvoir pour un an et très proche à cette époque de la franc-maçonnerie, intégrera partiellement leur revendication.

### XXesiècle

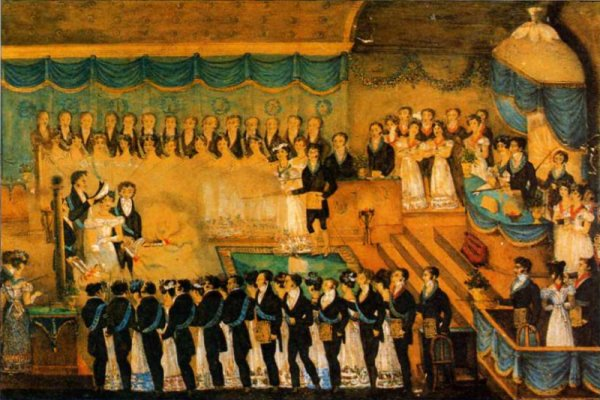
rightRéception d'une jeune femme dans une loge d'adoption du Premier Empire (France).

Ce qui va caractériser le XXe siècle en franc-maçonnerie, c'est l'arrivée des femmes en grand nombre dans celle-ci, soit dans des obédiences mixtes, soit essentiellement féminines.
D'autre part, la deuxième moitié du XXe siècle sera également caractérisée par la structuration de la franc-maçonnerie internationale en deux blocs, encore que cette manière de présenter les choses est réellement très réductrice.

#### Avant-guerre et Première Guerre mondiale
En 1900, Goblet d'Alviella deviendra le président du Suprême Conseil (hauts grades du Rite écossais ancien et accepté), après avoir été celui du Grand Orient de Belgique. Son action internationale sera importante. En 1907, sera organisé à Bruxelles la conférence internationale des « suprêmes conseils » : 21 sur 25 y seront représentés, à l'exception notable des trois « suprêmes conseils » de Grande-Bretagne, mais avec la présence de ceux des États-Unis, dont celui du Sud dit « Suprême Conseil mère du monde ». Ces conférences se répéteront à Washington en 1912 et à Lausanne en 1922. En 1913, le Suprême Conseil de Belgique délivre les patentes de constitutions du Suprême Conseil des Pays-Bas. On pouvait penser à ce moment que l'Unité internationale de la franc-maçonnerie était proche.
L'image de la franc-maçonnerie belge en ce début de siècle apparaît celle de pratiques plus classiques, dans un esprit apaisé. Son visage est différent : une obédience pour les grades symboliques (les trois premiers), une obédience pour les hauts grades, l'une et l'autre successivement dirigées par le même homme, une maçonnerie en expansion.
La franc-maçonnerie belge va petit à petit se diversifier à partir de cette base commune. Une très grande partie de ce qui existe aujourd'hui vient de ce tronc commun Grand Orient - Suprême Conseil, de ce début de XXe siècle.
Le combat flamand laïc, émanant essentiellement des loges d'Anvers et de Gand, va se concentrer sur la flamandisation de l'université de Gand.
Ce début de siècle verra la naissance de la maçonnerie mixte en Belgique, essentiellement le droit des femmes d'être maçon à part égal de l'homme.
La première femme belge à devenir franc-maçon est Isabelle Gatti de Gamond qui sera initiée à la loge « Diderot » de la Grande Loge symbolique écossaise française, vers 1903. Elle sera invitée à une réunion maçonnique à la loge des « Amis philanthropes ». Isabelle Gatti de Gamond, malade, décède en 1905.
En 1905, est créée la première loge du Droit humain au nord de la France, à Amsterdam, la loge « Cazotte » no 13, inaugurée par Georges Martin : une délégation des « Amis du commerce et la persévérance réunis », ainsi que des « Amis philanthropes » s'y rendront ; des membres de cette dernière décidèrent de s'y affilier, l'idée étant de créer une loge de cette obédience en Belgique.

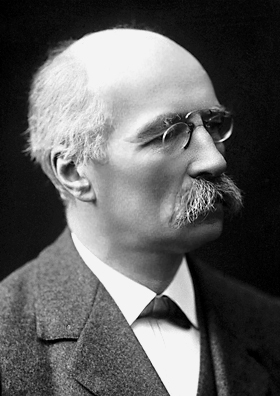
Henri Lafontaine, vénérable maître de la loge « Les Amis philanthropes » en 1910.

Le Grand Orient de Belgique se prononce, concernant la présence des femmes en loge, pour la recréation de loges d'adoption à l'image du XVIIIe siècle. Contrairement à l'évolution française, ceci n'aura pas de suite. Ces loges d'adoption seront à la base de la création de la Grande Loge féminine de France après la deuxième guerre.
Le 21 novembre 1910, la loge « les Amis philanthropes », sous la présidence d'Henri Lafontaine, reçoit pour une conférence le fondateur du Droit humain avec Maria Deraismes, Georges Martin, accompagné de femmes et d'hommes francs-maçons. Le Grand Orient condamnera mollement, la loge éclatera et un troisième essaimage se réalisera. Cette action d'éclat va permettre d'accélérer la formation de la première loge du Droit humain en Belgique, au départ de francs-maçons surtout issus des « Amis philanthropes ». Ce sera la loge no 45 « Égalité », qui sera officiellement inaugurée en 1912. Le décès d'Isabelle Gatti de Gamond n'ayant pas permis un recrutement féminin, cette première loge sera composée au départ surtout d'hommes. Ce n'est que dans l'entre-deux guerres, que les femmes prirent des responsabilités dirigeantes dans la partie belge de cette obédience, qui deviendra une fédération autonome en 1928 à partir de six loges et d'un chapitre de hauts grades.
Pendant la Première Guerre mondiale, la Belgique est presque entièrement occupée et les loges suspendent leurs travaux. Elle sera marquée par l'« Appel aux grandes loges d'Allemagne » réalisé par Charles Magnette, grand maître du Grand Orient de Belgique, le 27 septembre 1914, afin de faire examiner par une commission indépendante les exactions subies par les habitants de la Belgique occupée. Il recevra deux réponses polies sur les sept obédiences approchées. Il récidivera le 7 novembre 1915 afin d'arrêter la déportation massive d'ouvriers belges vers l'Allemagne et sera arrêté par les autorités occupantes pour subversion en période de guerre. Il sera alors incarcéré.

#### Période contemporaine
La paix retrouvée, les loges reprennent force, mais se font de nouveaux ennemis : les dictatures de droite les trouvent dangereuses à cause de leur amour pour la liberté de pensée, les dictatures de gauche les reprochent leur « collaboration de classe ».
En 1921 est créée l'Association maçonnique internationale (AMI) à l'initiative notamment de la Grande Loge suisse Alpina. Charles Magnette participe activement à cette nouvelle construction de la maçonnerie internationale. Le Grand Orient de Belgique adhère à cette association comme la grande majorité de la maçonnerie internationale, à l'exception notable de la Grande Loge unie d'Angleterre. Rapidement la Grande Loge de New-York et le Grand Orient des Pays-Bas quittent l'organisation. Le 4 septembre 1929, la Grande Loge unie d'Angleterre émet des principes de base (la règle en huit points) pour être reconnue par elle, définissant ainsi ce qui pour elle est « régulier ».

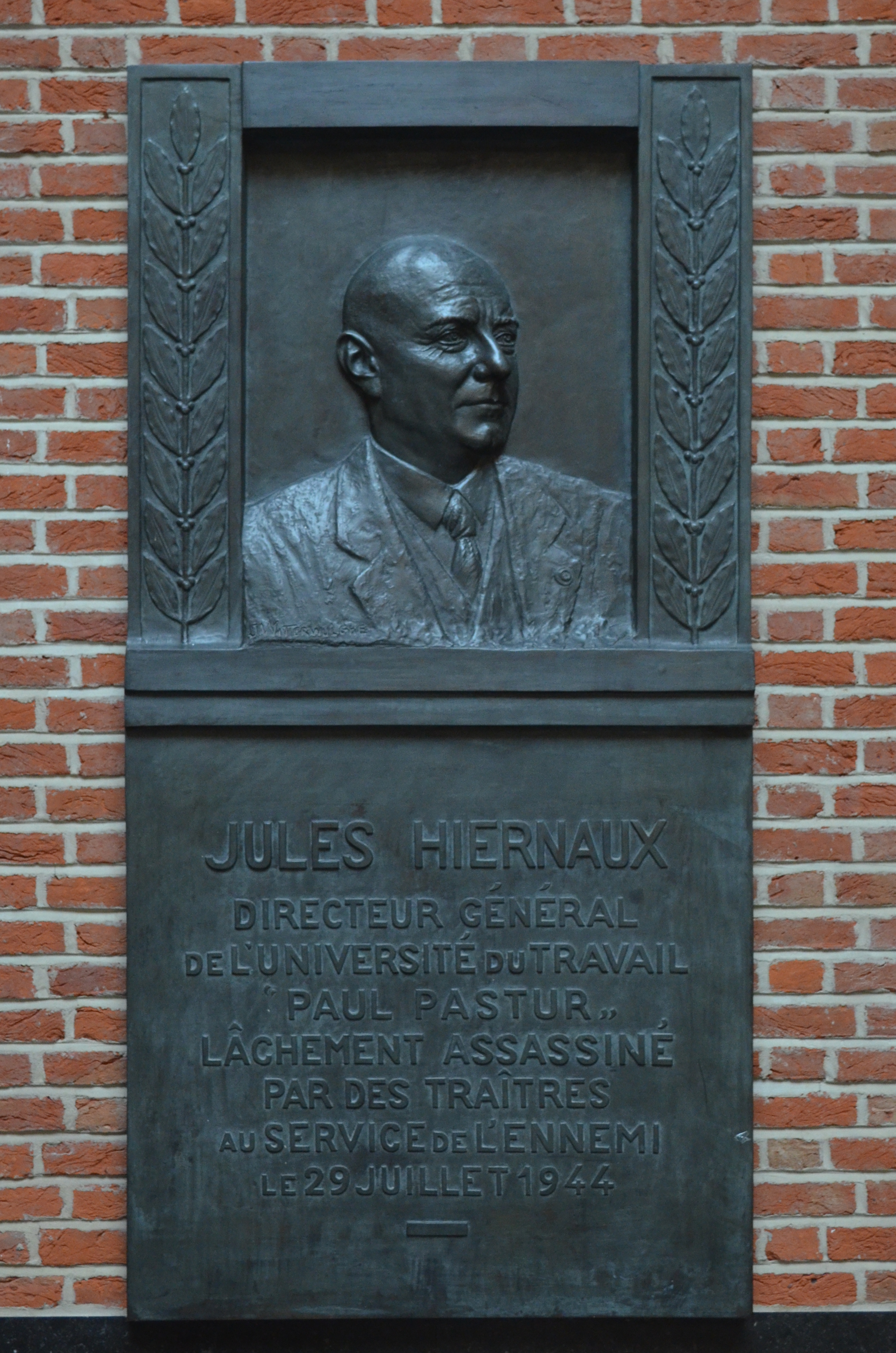
Hommage à Jules Hiernaux, grand maître de 1937 à 1939.

En 1928 est fondée la Fédération belge du Droit humain, faisant partie de l'Ordre maçonnique mixte international « Le Droit humain » ; elle connaît une expansion continue. À l'inverse, le Grand Orient de Belgique vit sur son acquis ; durant l'entre-deux guerres, il n'augmente ni ne diminue ses effectifs. Durant ces années, les relations d'abord difficiles se stabilisent ensuite. Ce n'est qu'après la Deuxième Guerre mondiale que leurs relations deviennent plus cordiales. Le 10 mai 1940, la Belgique est envahie par l'Allemagne hitlérienne, la franc-maçonnerie est interdite, de nombreux frères sont arrêtés, déportés, assassinés, tels Georges Pètre, président du Suprême Conseil en 1942 ou Jules Hiernaux, grand maître du Grand Orient de Belgique de 1937 à 1939. Les occupants sont aidés par une liste de francs-maçons publiée le 18 février 1938 par La Libre Belgique, journal conservateur et catholique. Pourtant une vie maçonnique belge continue en exil à Londres et à New York, et même de manière clandestine et avec les risques qu'on imagine, dans le camp de concentration d'Esterwegen (la loge Liberté chérie) et dans le camp de prisonniers de guerre de Prenslau (la loge L'Obstinée).
À la Libération, la vie maçonnique reprend son cours. Les effectifs ont alors diminué d'un bon quart.
En 1952 la Grande Loge féminine de France est créée en France. Elle est réservée uniquement aux femmes. Cette obédience crée des loges dans différents pays et notamment en Belgique dont la première en 1974. La Grande Loge féminine de Belgique voit le jour en 1981.
Cependant en 1950, à la suite de pressions de la Grande Loge unie d'Angleterre, l'« Association maçonnique internationale » est dissoute par la volonté de la Grande Loge suisse Alpina qui l'avait suscitée.
Le 15 mai 1954 la Convention de Luxembourg est signée, réunissant les Grandes Loges unies d'Allemagne, le Grand Orient des Pays-Bas, la Grande Loge suisse Alpina, etc. Cette convention énumère les six points de régularité auxquels les obédiences devaient absolument souscrire pour être reconnues mutuellement, se basant notamment sur les principes émis par la Grande Loge unie d'Angleterre en 1929. La Grande Loge unie d'Angleterre se joint à ce mouvement et devient ainsi le régulateur de la « régularité » maçonnique. La scission entre la maçonnerie dite « régulière » et la maçonnerie dite « libérale » est à ce moment consommée, même si en 1958, notamment le Grand Orient des Pays-Bas essaie de ramener les grands orients de France et de Belgique vers le nouveau mouvement international en train de se créer.
En 1959, 5 loges aspirant à plus de « régularité » forment la « Grande Loge de Belgique », emmenant dans leur sillage le Suprême Conseil de Belgique qui rompt ses relations avec le Grand Orient de Belgique en 1960. Elle est reconnue par la Grande Loge unie d'Angleterre en 1965.
Le 22 janvier 1961, en réaction, est créé le CLIPSAS qui réunit des obédiences dites « libérales », telles que le Grand Orient de Belgique, celui de France ou le Droit humain, pour les obédiences les plus importantes. La Grande Loge AFAM d'Allemagne est parmi les signataires de l'appel de Strasbourg, acte fondateur du CLIPSAS, mais elle s'en retire finalement en 1967. Ce groupement connaît des difficultés en 1995, qui conduisent à la création de l'« AMIL » (voir : Régularité maçonnique).
En 1979 un schisme se produit au niveau de la Grande Loge de Belgique, avec la création de la Grande Loge régulière de Belgique, entraînant avec elle un « Grand et Suprême Conseil de Belgique », issu par scission du Suprême Conseil de Belgique. Cette dernière Grande Loge est finalement la seule reconnue par la Grande Loge unie d'Angleterre. Ceci conduit vers un rapprochement de la Grande Loge de Belgique avec le Grand Orient de Belgique où des accords de reconnaissance mutuelle et de coopération sont pris (officialisés en 1989).
Se créent également trois nouvelles obédiences de hauts grades pour remplacer le « Suprême Conseil de Belgique » au niveau des obédiences qu'elle a successivement quittée, à savoir le « Souverain Collège du rite écossais pour la Belgique » (recrutant à l'origine au seul GOB) et deux « Suprêmes Conseils pour la Belgique » (recrutant dès leur naissance tant au GOB qu'à la GLB), qui entretiennent aujourd'hui des relations de coopération. De même le Droit humain et la Grande Loge féminine ont leurs propres systèmes de hauts grades.
D'autres obédiences et rites sont également présents en Belgique, mais de façon assez confidentielle. Parmi ceux-ci, le rite le plus important est celui de Memphis-Misraïm. Il est implanté depuis longtemps en Belgique (le rite de Misraïm a été implanté en Belgique pour la première fois par Michel Bédarride en 1817) et son obédience principale en Belgique a des accords de coopération avec la plupart des associations maçonniques « libérales » du pays.
À la fin de ce XXe siècle, la franc-maçonnerie belge présente donc un visage très diversifié, mais très riche dans ses pratiques, avec un nombre de francs-maçons, femmes et hommes, qu'elle n'avait jamais atteint depuis l'époque de ses origines.

### XXIesiècle
Ces dernières années, d'autres « grandes loges » se sont créées, soit pour dépasser la problématique du genre : la Confédération de loges Lithos, née en 2006, soit pour poser de façon plus rigoureuse l'équilibre entre femmes et hommes : le projet de la Grande Loge mixte de Belgique, né en 2009, elle se veut mixte paritaire ; il s'est heurté à la structure maçonnique belge et aux accords entre les autres obédience de sorte que le projet est en sommeil, d'autant plus que le GOB et la GLB s'ouvrent de plus en plus aux visites des sœurs, mais ne les initient pas.
Le projet de GLMB se veut répondre à la demande de mixité vécue autrement qu'au DH, composé de 74,36 % de sœurs et fonctionnant de manière administrative autonome (Constitution Internationale art. 24a) le DH belge est une Fédération de l'Ordre maçonnique mixte international « Le Droit humain », c'est la plus grosse fédération après celle de France.
La situation de la franc-maçonnerie en Belgique n'est pas différente de celle rencontrée dans de plus en plus de pays dans le monde.
En Belgique, la majorité des francs-maçons (hommes et femmes) sont membres de l'une des « obédiences » suivantes :
- Grand Orient de Belgique (GOB) - 1833 : Le GOB est « masculin », et compte environ 10 000 membres répartis sur 115 ateliers, dont 49 en Région wallonne, 36 en Région bruxelloise et 29 en Région flamande. L'obédience nationale belge pratique le Rite français et le Rite écossais ;
- Droit Humain (DH) - création en 1928 en Belgique : Fédération belge de l'Ordre maçonnique mixte international le Droit humain, compte environ 7100 membres répartis dans 104 ateliers : 27 néerlandophones et 77 francophones. La Fédération belge compte 12 loges de perfection travaillant du 4e au 14e degré, 10 souverains chapitres travaillant du 15e au 18e degré, 5 aréopages travaillant du 19e au 30e degré et un consistoire travaillant au 31e, 32e et 33e degré. Ces ateliers, dits de hauts grades, regroupent plus de 900 membres. La mixité au sein du DH se décompose en 74 % de femmes et 26 % d'hommes, de manière globale dans l'ensemble de loges (chiffres 2012). L'obédience ne travaille qu'au rite écossais type DH selon la vision de ses fondateurs. Les loges ont la liberté de créer leurs propres rituels pour autant qu'ils soient ensuite approuvés par le Suprême Conseil ;
- la Grande Loge de Belgique (GLB) - 1959 : rassemble 3 500 membres dans 70 ateliers plus ou moins équitablement répartis dans les différentes régions. L'obédience est spiritualiste et travaille au Rite français et avec notamment le Grand Architecte de l'Univers comme symbole en Flandre ; comme le GOB, cette obédience n'initie que des hommes ; l'accueil des sœurs y est de plus en plus toléré pour certaines circonstances ;
- Grande Loge féminine de Belgique (GLFB-VGLB) - 1981 : n'initiant que des femmes, la GLFB accueille la visite des frères en certaines occasions. Elle compte environ 2 500 membres répartis dans 36 ateliers ;
- Lithos - Confédération de Loges (Lithos-CL) - 2006 : obédience libérale, elle confédère des loges féminines, masculines ou mixtes, au libre choix de la loge, et fonctionne au niveau international (en Belgique, en Suisse et en Allemagne), compte environ 1100 membres en 2015 et pratique de multiples rites ;
- La Grande Loge Mixte de Belgique (GLMB) (en création depuis 2009) : obédience mixte paritaire spiritualiste et humaniste (en sommeil) ;
- Le Grand Orient d'Amérique Latine (GOLA) : comporte deux loges en Belgique et fonctionne au niveau international en grandes régions, dont l'une est l'Europe du Sud regroupant des loges en France, Belgique et Espagne.

Ces obédiences appartiennent à la franc-maçonnerie dite « libérale ». Elles se qualifient d'adogmatiques, humanistes, progressistes et laïques.
- Grande Loge régulière de Belgique (GLRB) - 1979 : créée par 300 frères de la Grande Loge de Belgique (GLB) qui désiraient revenir dans le giron de la maçonnerie traditionnelle anglo-saxonne, laquelle travaille sous les auspices du Grand Architecte de l'Univers. Elle compte actuellement 52 ateliers où se répartissent quelques milliers de frères ;
- La Grande Loge Belge de Memphis-Misraïm : obédience destinée à la pratique du Rite Ancien et Primitif de Memphis-Misraïm . Elle compte environ 70 membres répartis en quatre loges.

## Compléments

### Liste des loges à l'époque française
- département de la Dyle
  - Bruxelles : les Amis philanthropes, la Candeur, l'Espérance, l'Heureuse Rencontre, la Paix, la Parfaite Amitié, les Vrais Amis de l'union
  - Louvain : la Constance[39], les Disciples de Salomon
  - Nivelles : les Amis discrets
- département des Deux-Nèthes
  - Anvers : les Amis du commerce, la Concorde universelle, les Élèves de Thémis
  - Malines : la Concorde
- département de l'Escaut
  - Audenarde : l'Aurore
  - Flessingue : les Amis français
  - Gand : la Félicité bienfaisante, la Saint-Napoléon du Nord, le Septentrion, les Vrais Amis
  - Lokeren : l'Accord parfait
- Département des Forêts
  - Luxembourg: la Concorde fortifiée
- département de Jemappes
  - Boussu : les Vrais Philanthropes
  - Mons : la Concorde
  - Charleroi: les Amis de la vertu
  - Tournai : la Confrérie de Saint-Sébastien, la Constance éprouvée, les Frères réunis
- département de la Lys
  - Bruges : l'Amitié, la Réunion des amis du Nord
  - Courtrai : l'Amitié
  - Ostende : les Trois Niveaux
- département de la Meuse-Inférieure
  - Maastricht : la Constance, la Parfaite Réunion
  - Ruremonde : la Liberté constante
- département de l'Ourthe
  - Chaudfontaine : l'Étoile de Chaudfontaine, la Nymphe de Chaudfontaine
  - Huy : les Amis de la parfaite intelligence
  - Liège : l'Étoile de l'amitié, la Parfaite Égalité, la Parfaite Intelligence
  - Spa : l'Indivisible
  - Verviers : les Philadelphes
- département de Sambre-et-Meuse
  - Namur : la Bonne Amitié

### Musée belge de la Franc-maçonnerie

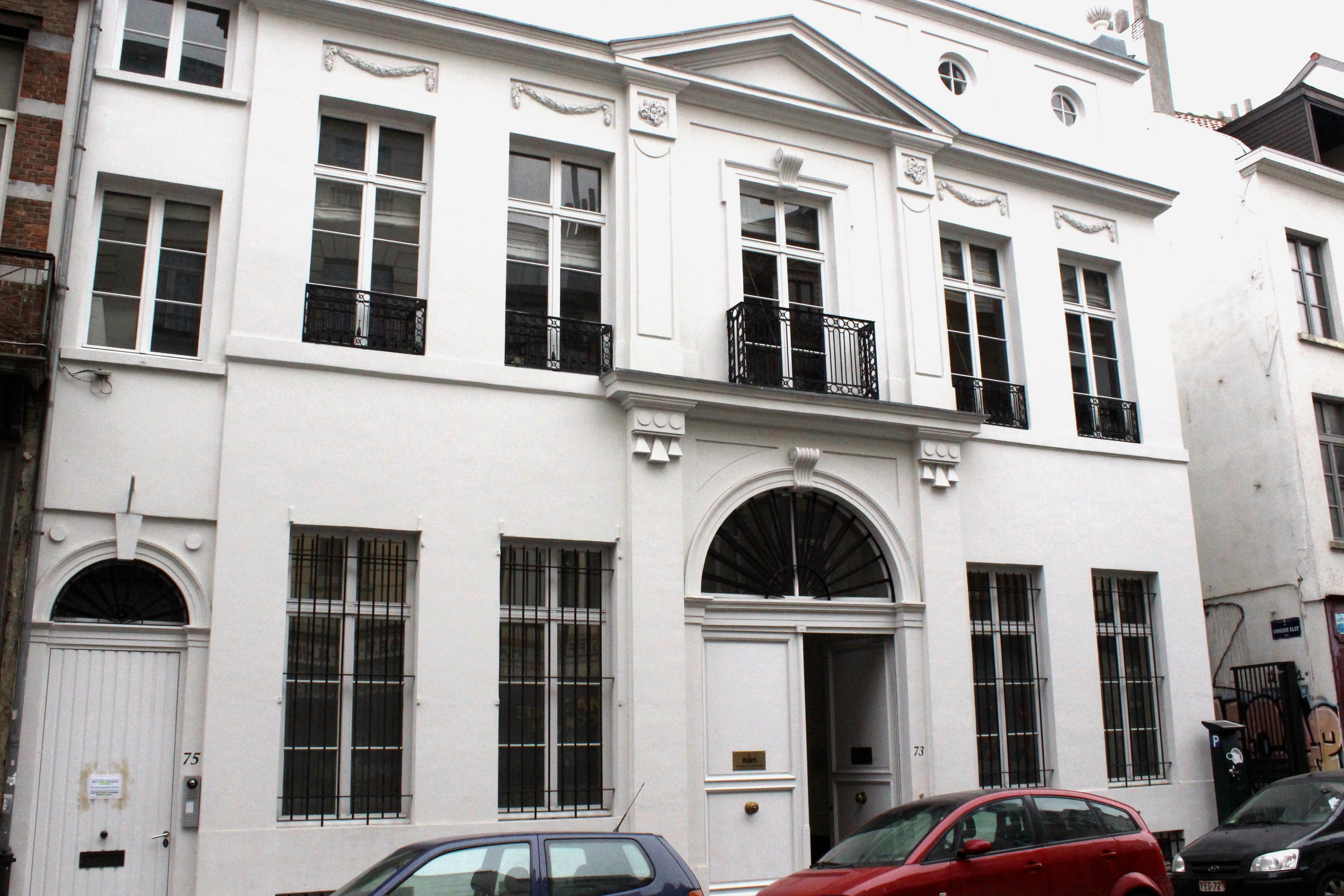
Façade du Musée belge de la franc-maçonnerie, sis 73-75 rue de Laeken.

Le Musée belge de la Franc-maçonnerie, au 73-75 rue de Laeken à Bruxelles, est la continuité de l'ancien Musée du Grand Orient de Belgique fondé en mars 1985. Cette nouvelle institution est née de l'association de la fédération belge du Droit humain, de la Grande Loge de Belgique, de la Grande Loge féminine de Belgique et du Grand Orient de Belgique.

### Franc-maçonnerie dans la province de Namur
L'histoire de la franc-maçonnerie dans la province de Namur débute en 1770 et pendant près de deux siècles, il n’y eut qu’une seule loge maçonnique active dans la province. Depuis 1966, se sont créées une vingtaine de loges appartenant à une dizaine d'obédiences.
Pendant près de deux siècles, il n’y eut qu’une seule loge maçonnique active dans les limites de l’actuelle province de Namur sauf à prendre en considération l’existence éphémère des trois ateliers suivants :
- « L’Union indissoluble » à l’orient du régiment de Murray (1778 - ca 1786) ;
- « Les Défenseurs de Léopold et de la patrie » à l’orient de Namur (1834 - ca 1839) ;
- « Les Enfants de la bonne amitié » à l’orient de Dinant (1838-1854), dans sa première version.

Créée sous le titre distinctif « La Parfaite Union » et doté d’une patente régulièrement délivrée par la Grande Loge d’Écosse le 5 février 1770, cet atelier reçut en 1777 un nouveau nom : « La Bonne Amitié », auquel ses membres décidèrent en 1945 de joindre celui de François Bovesse, gouverneur civil de la province assassiné par des miliciens rexistes.